# Chassagne-Saint-Denis
Pour les articles homonymes, voir Chassagne.
Chassagne-Saint-Denis est une commune française située dans le département du Doubs, la région culturelle et historique de Franche-Comté et la région administrative Bourgogne-Franche-Comté.
Ses habitants sont les Chassagniers et Chassagnières.

## Géographie
La commune se trouve à une trentaine de kilomètres au sud-est de Besançon.

### Climat
Pour des articles plus généraux, voir Climat de la Bourgogne-Franche-Comté et Climat du Doubs.
En 2010, le climat de la commune est de type climat de montagne, selon une étude du Centre national de la recherche scientifique s'appuyant sur une série de données couvrant la période 1971-2000. En 2020, Météo-France publie une typologie des climats de la France métropolitaine dans laquelle la commune est exposée à un climat semi-continental et est dans la région climatique  Jura, caractérisée par une forte pluviométrie en toutes saisons (1 000 à 1 500 mm/an), des hivers rigoureux et un ensoleillement médiocre. 
Pour la période 1971-2000, la température annuelle moyenne est de 9,3 °C, avec une amplitude thermique annuelle de 16,7 °C. Le cumul annuel moyen de précipitations est de 1 343 mm, avec 13,5 jours de précipitations en janvier et 10,3 jours en juillet. Pour la période 1991-2020, la température moyenne annuelle observée sur la station météorologique de Météo-France la plus proche, « Coulans », sur la commune d'Éternoz à 11 km à vol d'oiseau, est de 10,5 °C et le cumul annuel moyen de précipitations est de 1 259,2 mm. 
La température maximale relevée sur cette station est de 38,7 °C, atteinte le 24 août 2023 ; la température minimale est de −18,9 °C, atteinte le 20 décembre 2009,,. 
Les paramètres climatiques de la commune ont été estimés pour le milieu du siècle (2041-2070) selon différents scénarios d'émission de gaz à effet de serre à partir des nouvelles projections climatiques de référence DRIAS-2020. Ils sont consultables sur un site dédié publié par Météo-France en novembre 2022.

## Urbanisme

### Typologie
Au 1er janvier 2024, Chassagne-Saint-Denis est catégorisée commune rurale à habitat très dispersé, selon la nouvelle grille communale de densité à 7 niveaux définie par l'Insee en 2022.
Elle est située hors unité urbaine. Par ailleurs la commune fait partie de l'aire d'attraction de Besançon, dont elle est une commune de la couronne,. Cette aire, qui regroupe 310 communes, est catégorisée dans les aires de 200 000 à moins de 700 000 habitants,.

### Occupation des sols
L'occupation des sols de la commune, telle qu'elle ressort de la base de données européenne d’occupation biophysique des sols Corine Land Cover (CLC), est marquée par l'importance des forêts et milieux semi-naturels (62,7 % en 2018), une proportion identique à celle de 1990 (62,7 %). La répartition détaillée en 2018 est la suivante : 
forêts (62,7 %), prairies (27,5 %), zones agricoles hétérogènes (9,8 %). L'évolution de l’occupation des sols de la commune et de ses infrastructures peut être observée sur les différentes représentations cartographiques du territoire : la carte de Cassini (XVIIIe siècle), la carte d'état-major (1820-1866) et les cartes ou photos aériennes de l'IGN pour la période actuelle (1950 à aujourd'hui).

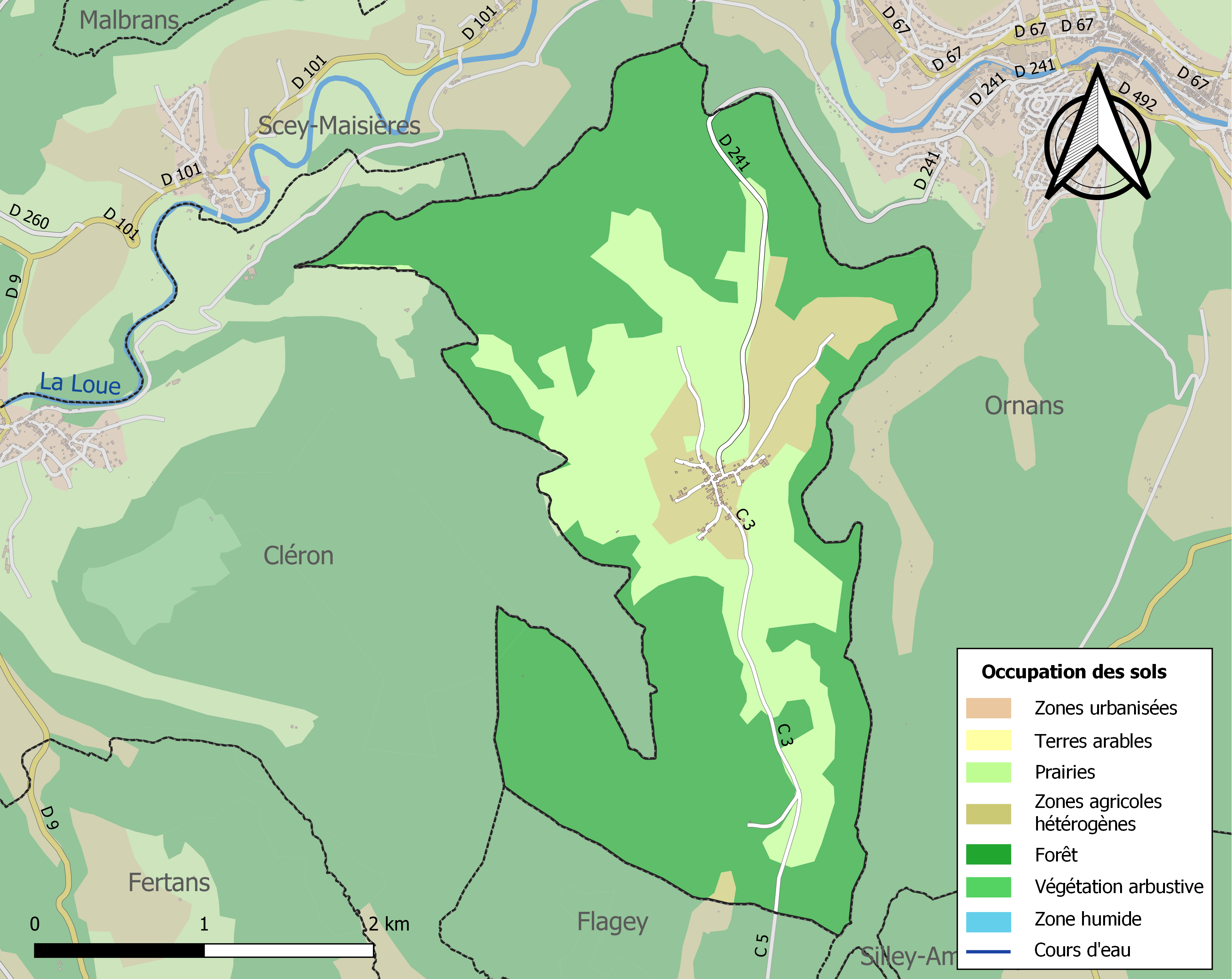
Carte des infrastructures et de l'occupation des sols de la commune en 2018 (CLC).

## Toponymie
Le toponyme Chassagne-Saint-Denis est issu du gaulois cassanos, signifiant chêne.
La Chasseigne en 1279 ; Chassaigne en 1407 ; Chassagne en 1594 ; Chassaigne en 1651. Devient Chassagne-Saint-Denis par décret du 24 janvier 1922.

## Héraldique
| Blason de Chassagne-Saint-Denis | Blason  | De sinople à l’aigle d’or.                       |
| Blason de Chassagne-Saint-Denis | Détails | Le statut officiel du blason reste à déterminer. |

## Politique et administration
| Période                                  | Période                     | Identité                                       | Étiquette | Qualité |
| ---------------------------------------- | --------------------------- | ---------------------------------------------- | --------- | ------- |
| mars 2001                                | mars 2008                   | Patrick Racine                                 |           |         |
| mars 2008                                | En cours (au 1er juin 2020) | Félix Chopard , Réélu pour le mandat 2020-2026 | DVG       | Cadre   |
| Les données manquantes sont à compléter. |                             |                                                |           |         |

## Population et société

### Démographie
L'évolution du nombre d'habitants est connue à travers les recensements de la population effectués dans la commune depuis 1793. Pour les communes de moins de 10 000 habitants, une enquête de recensement portant sur toute la population est réalisée tous les cinq ans, les populations de référence des années intermédiaires étant quant à elles estimées par interpolation ou extrapolation. Pour la commune, le premier recensement exhaustif entrant dans le cadre du nouveau dispositif a été réalisé en 2007.

En 2022, la commune comptait 129 habitants, en évolution de +11,21 % par rapport à 2016 (Doubs : +1,88 %, France hors Mayotte : +2,11 %).
| 1793 | 1800 | 1806 | 1821 | 1831 | 1836 | 1841 | 1846 | 1851 |
| ---- | ---- | ---- | ---- | ---- | ---- | ---- | ---- | ---- |
| 257  | 235  | 263  | 265  | 284  | 251  | 257  | 257  | 287  |

| 1856 | 1861 | 1866 | 1872 | 1876 | 1881 | 1886 | 1891 | 1896 |
| ---- | ---- | ---- | ---- | ---- | ---- | ---- | ---- | ---- |
| 261  | 248  | 239  | 217  | 188  | 197  | 162  | 163  | 161  |

| 1901 | 1906 | 1911 | 1921 | 1926 | 1931 | 1936 | 1946 | 1954 |
| ---- | ---- | ---- | ---- | ---- | ---- | ---- | ---- | ---- |
| 151  | 143  | 129  | 136  | 125  | 114  | 124  | 111  | 91   |

| 1962 | 1968 | 1975 | 1982 | 1990 | 1999 | 2006 | 2007 | 2012 |
| ---- | ---- | ---- | ---- | ---- | ---- | ---- | ---- | ---- |
| 86   | 79   | 56   | 85   | 100  | 111  | 113  | 113  | 117  |

| 2017 | 2022 | - | - | - | - | - | - | - |
| ---- | ---- | - | - | - | - | - | - | - |
| 114  | 129  | - | - | - | - | - | - | - |

### Cultes
La commune dispose d'un seul lieu de culte de confession catholique, l'église Saint-Denis. Au sein du diocèse de Besançon, le doyenné des Premiers Plateaux regroupe cinq unités pastorales (paroisses) dont celle de la Haute Vallée de la Loue à laquelle appartient Chassagne-Saint-Denis.

## Lieux et monuments
- Le château de Scey, du XIe siècle,  Classé MH (1987)

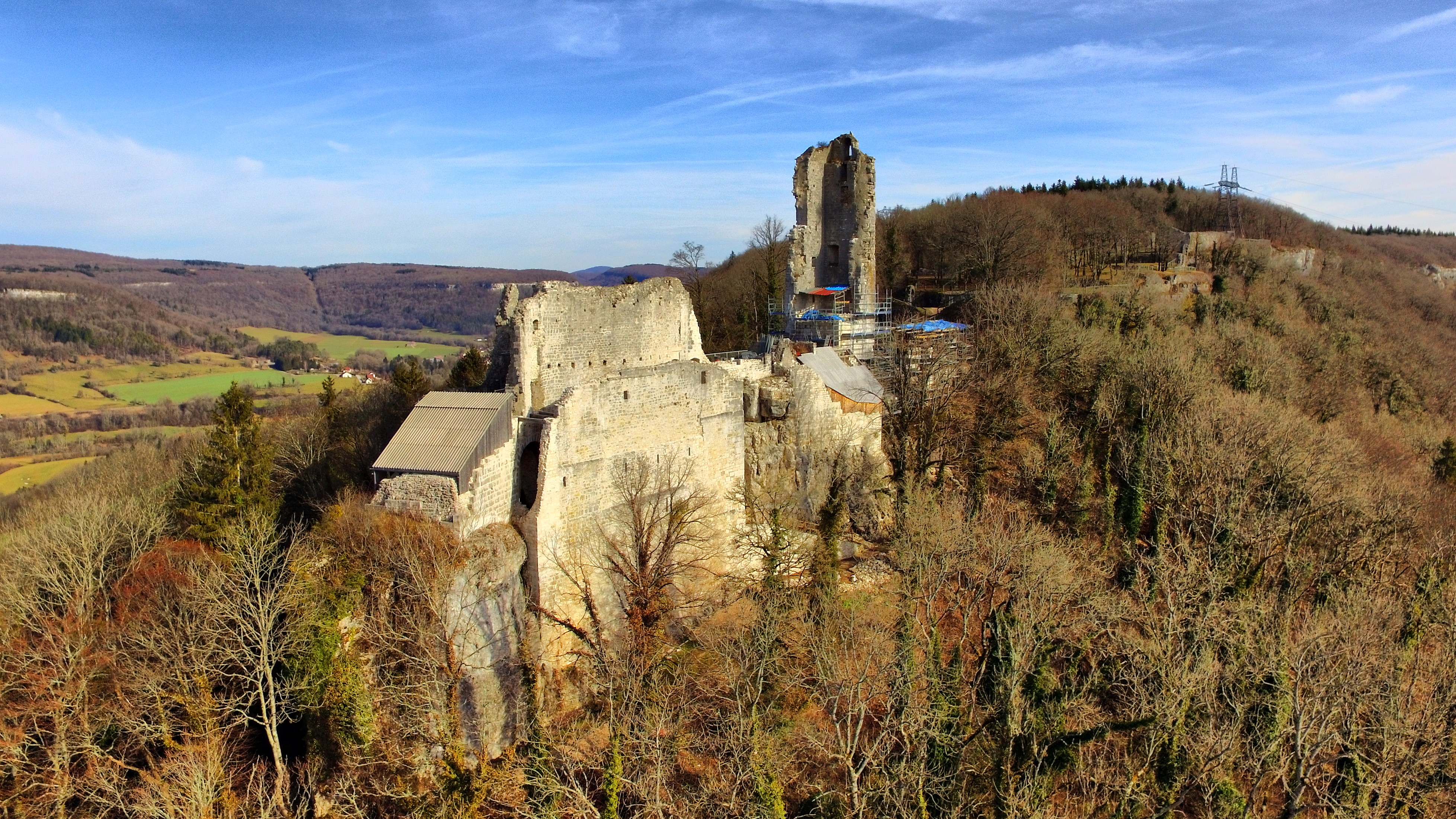
Vue générale du castel Saint Denis.
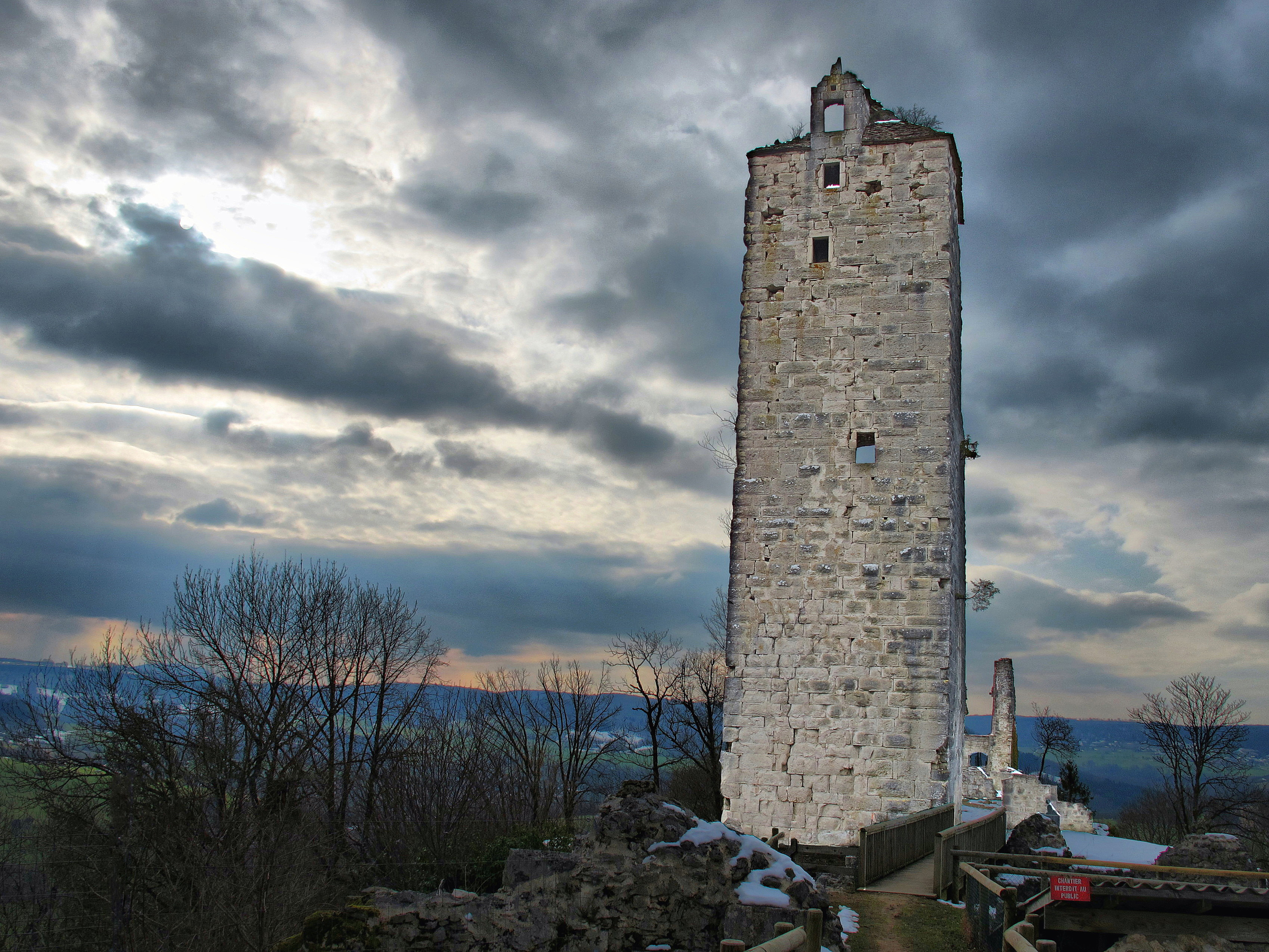
La tour du château Saint-Denis.

- La réserve naturelle nationale du ravin de Valbois.

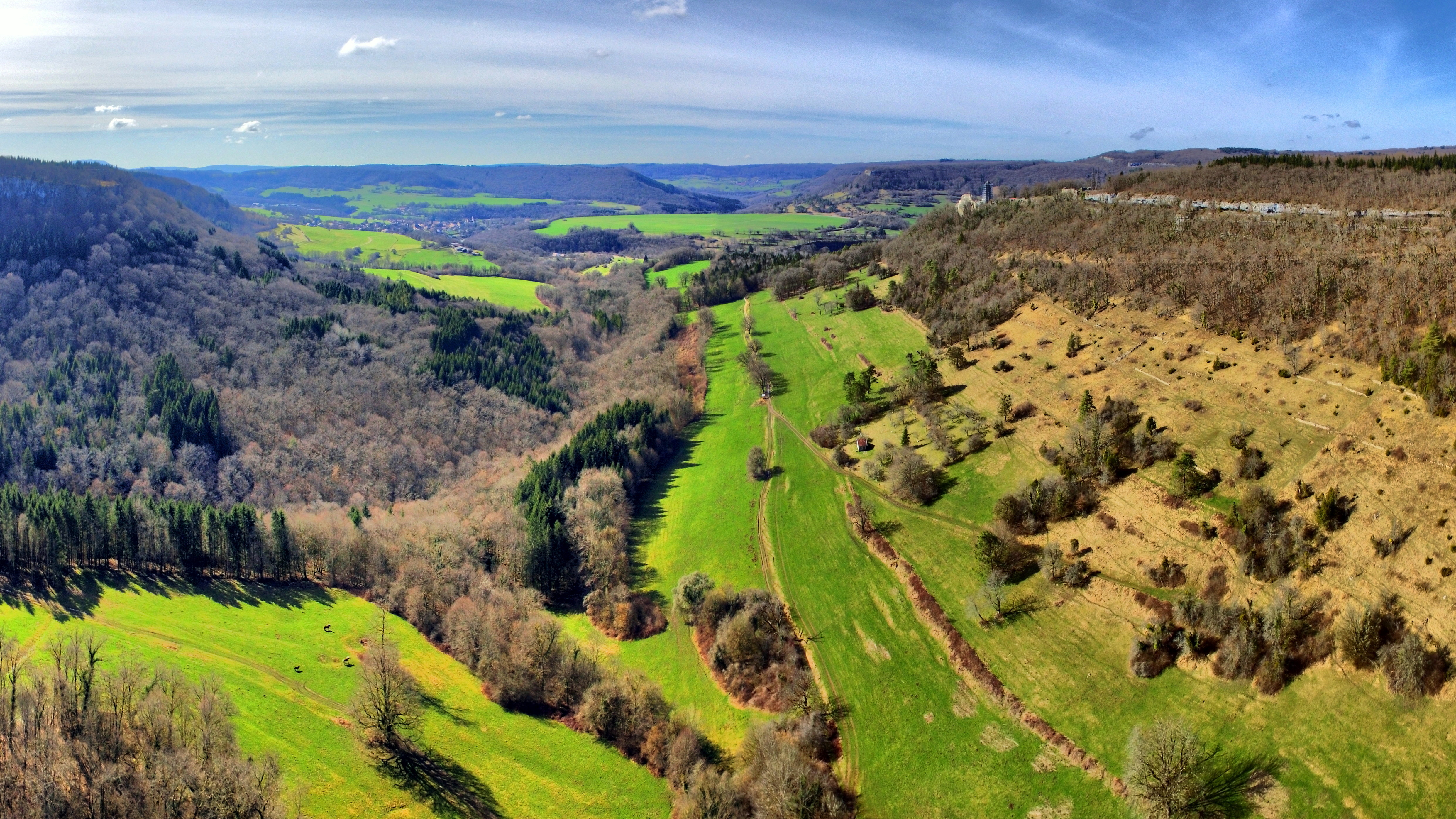
Débouché du Ravin de Valbois dans la vallée de la Loue.
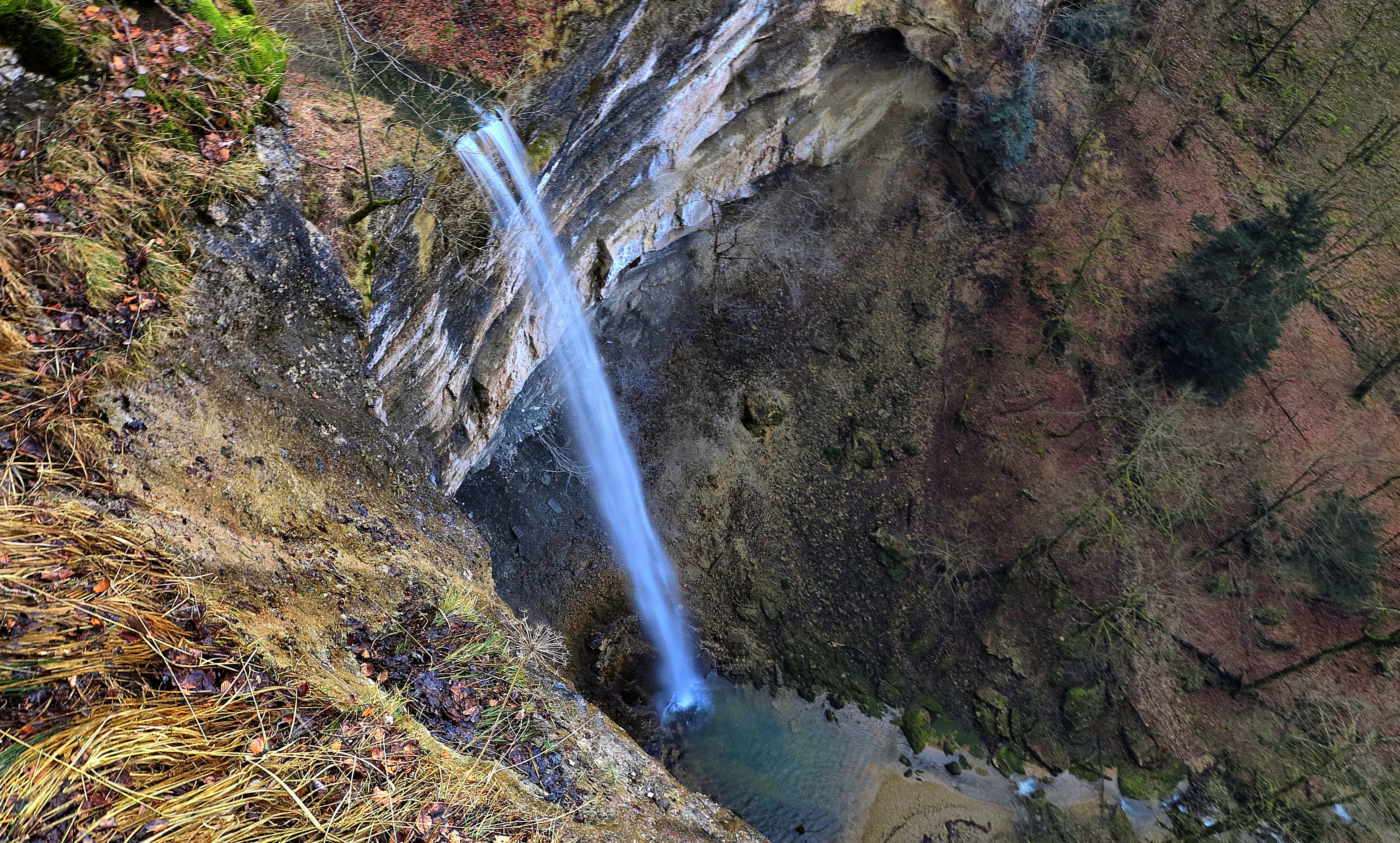
La cascade du ruisseau de Valbois.
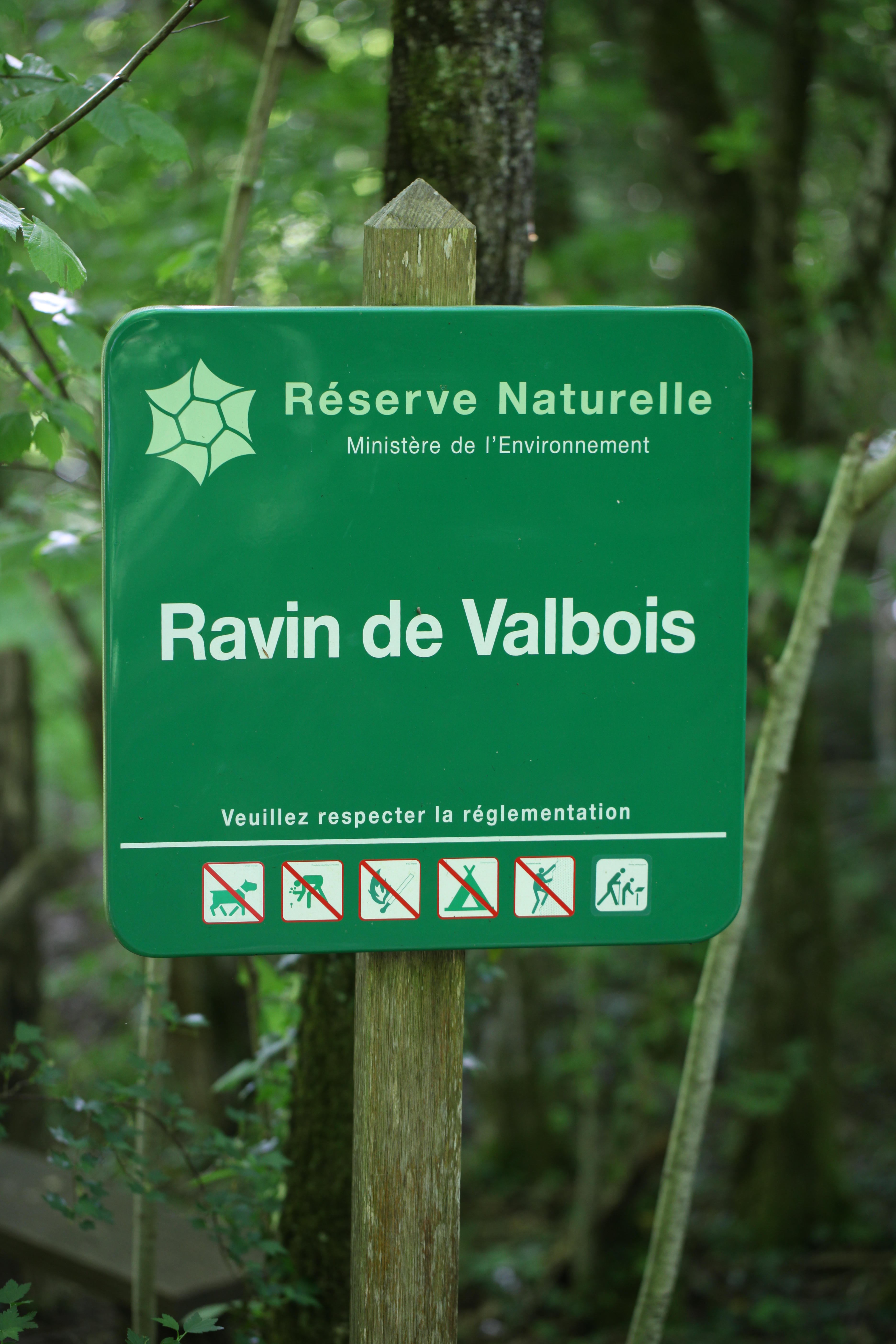
Balisage de la réserve naturelle.

- Les fontaines

Outre les trois belles fontaines-réservoirs du village restaurées en 2016, on peut découvrir les très champêtres : fontaine de Léry en descendant le chemin qui mène au ravin de Valbois et fontaine du Nod côté vallon de la Bonneille.

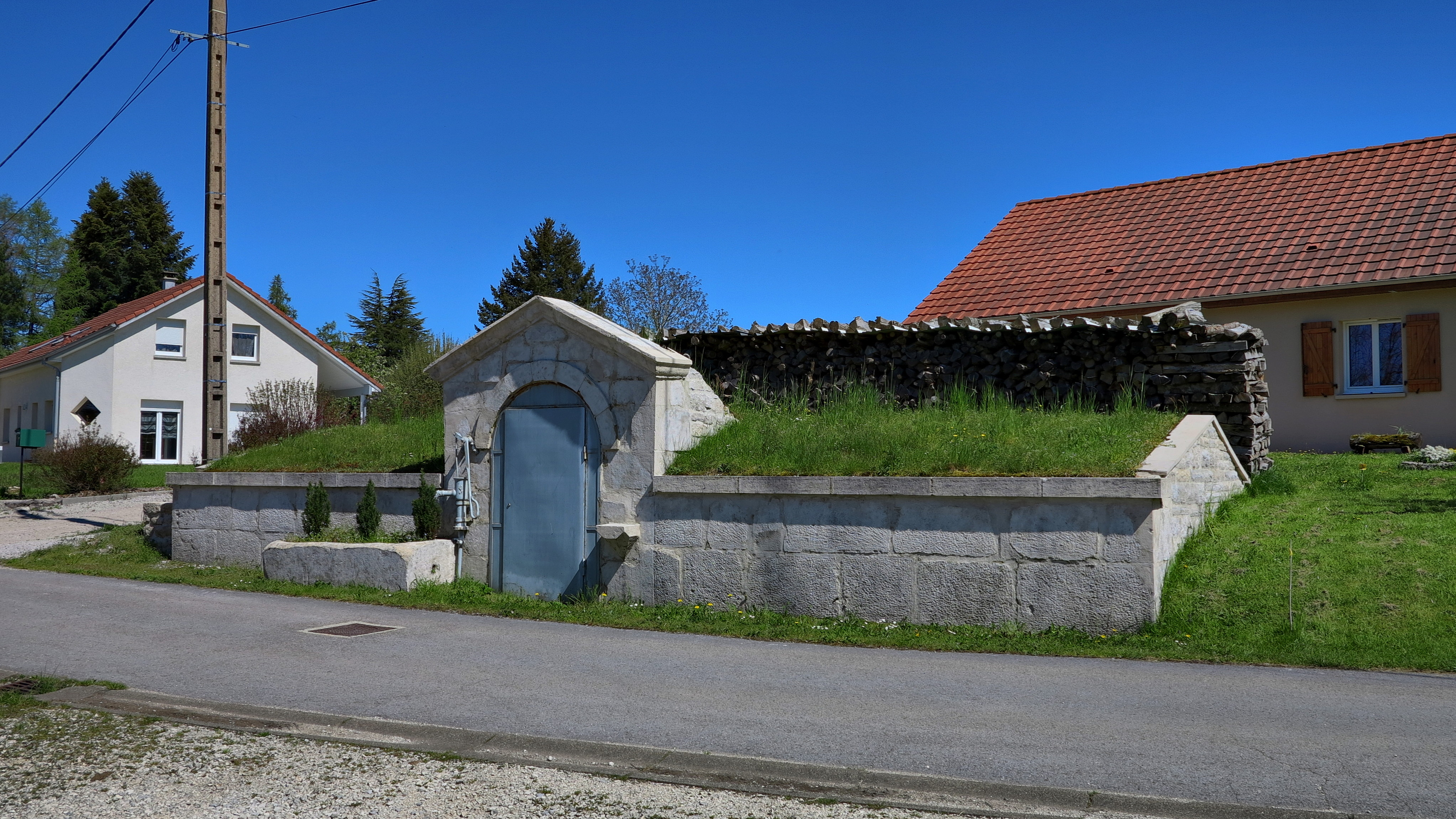
Fontaine-réservoir avec pompe.
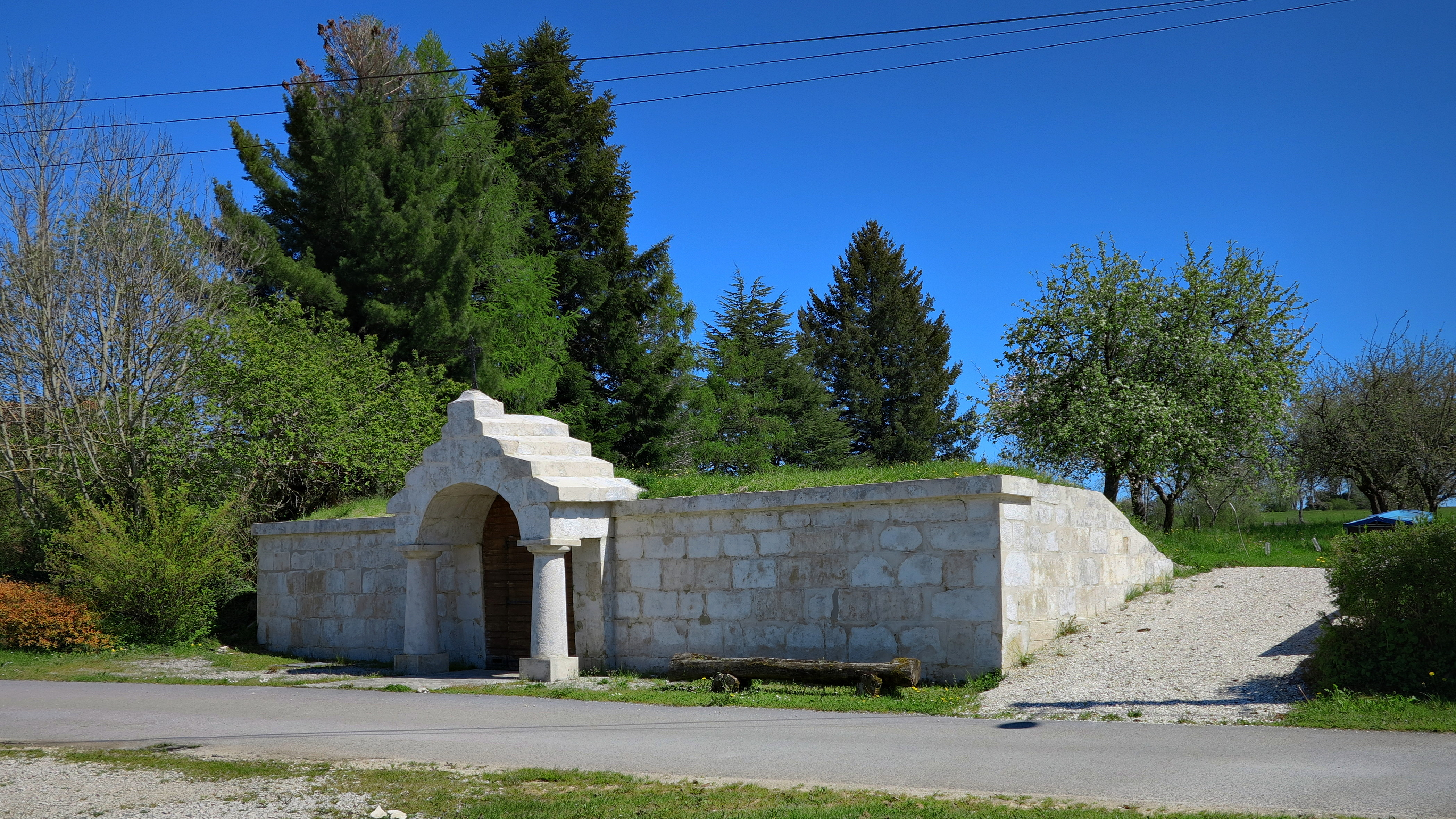
Fontaine-réservoir avec porche.
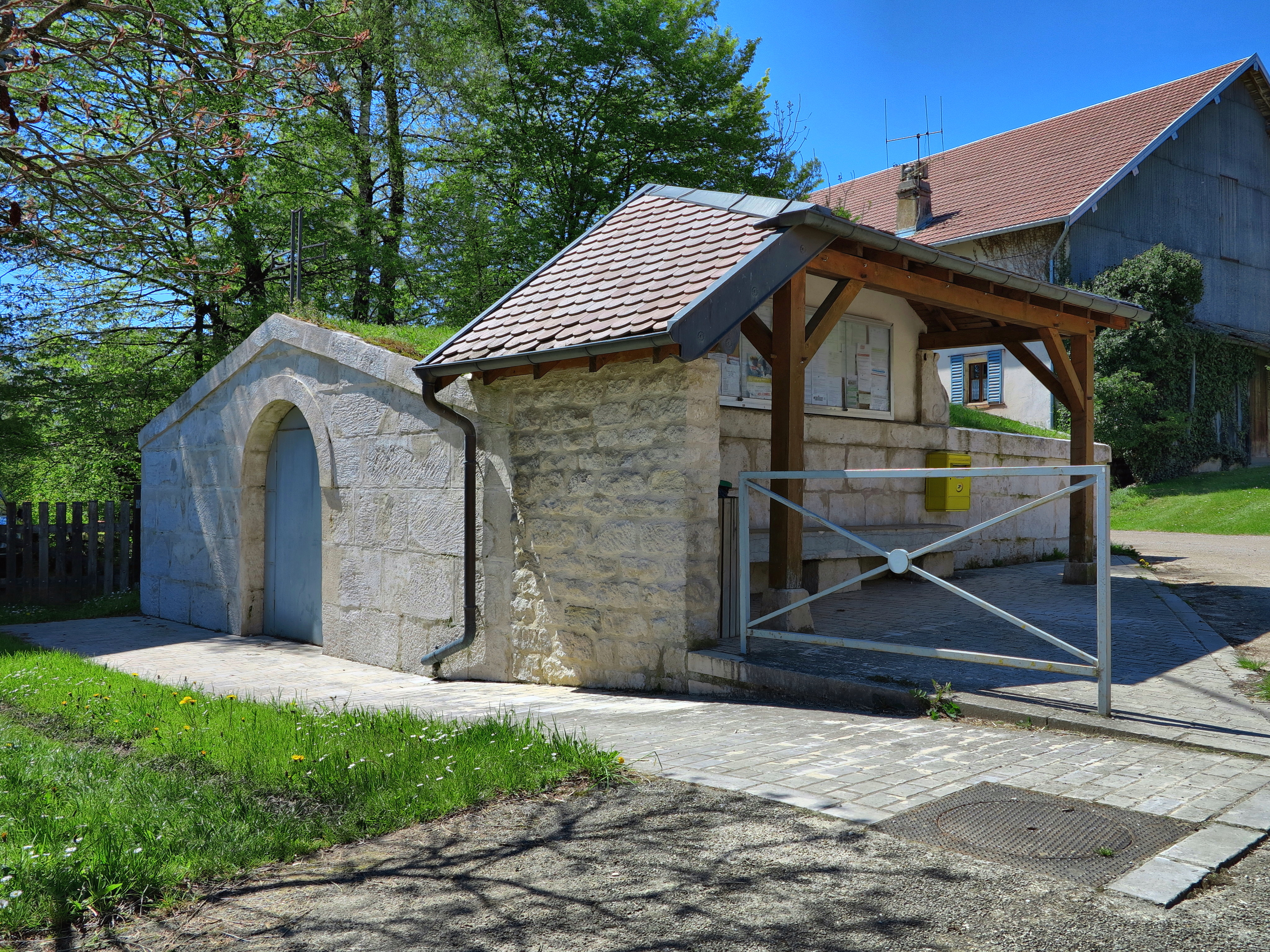
Fontaine-réservoir avec abri.

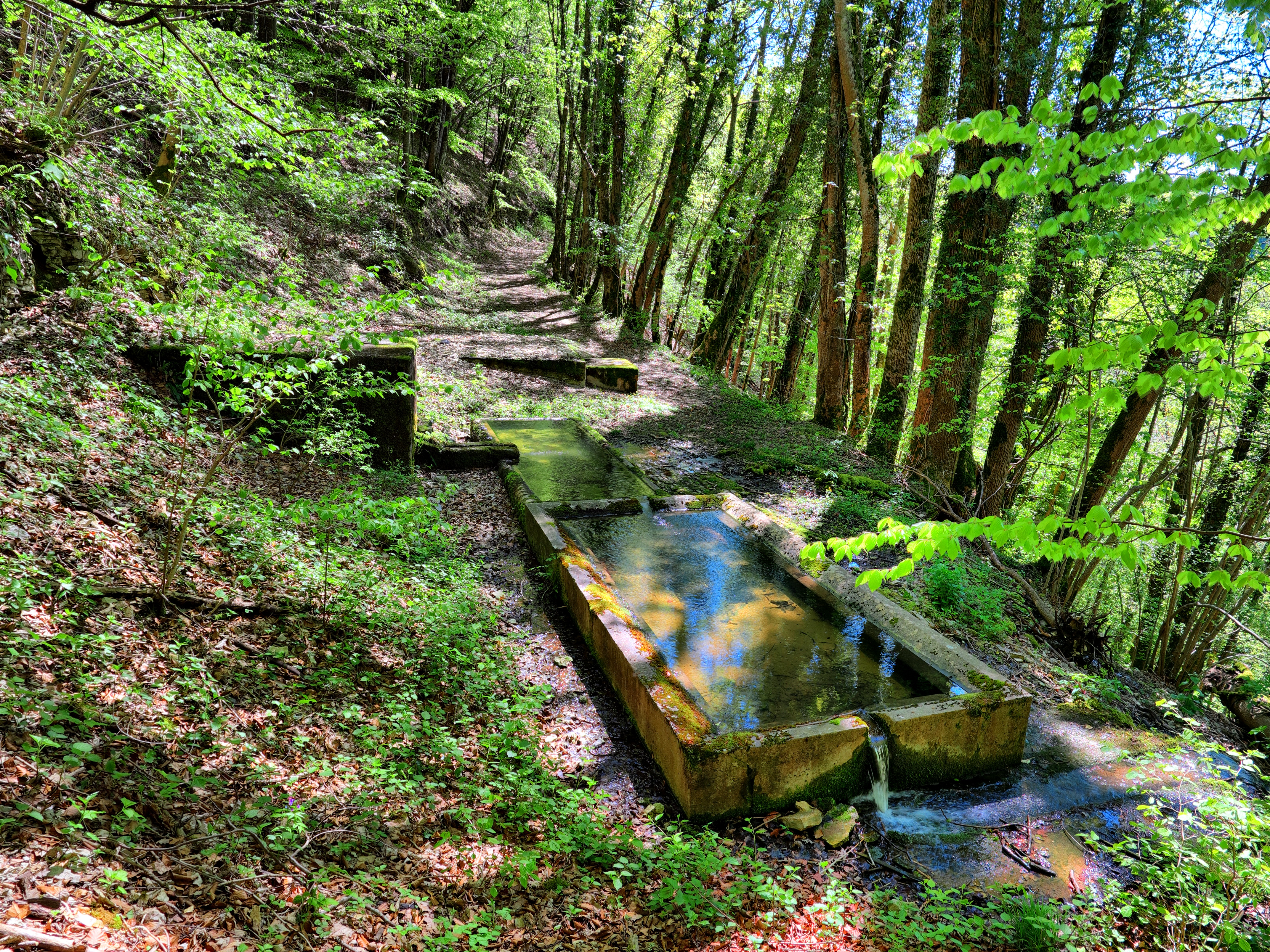
Fontaine de Léri.
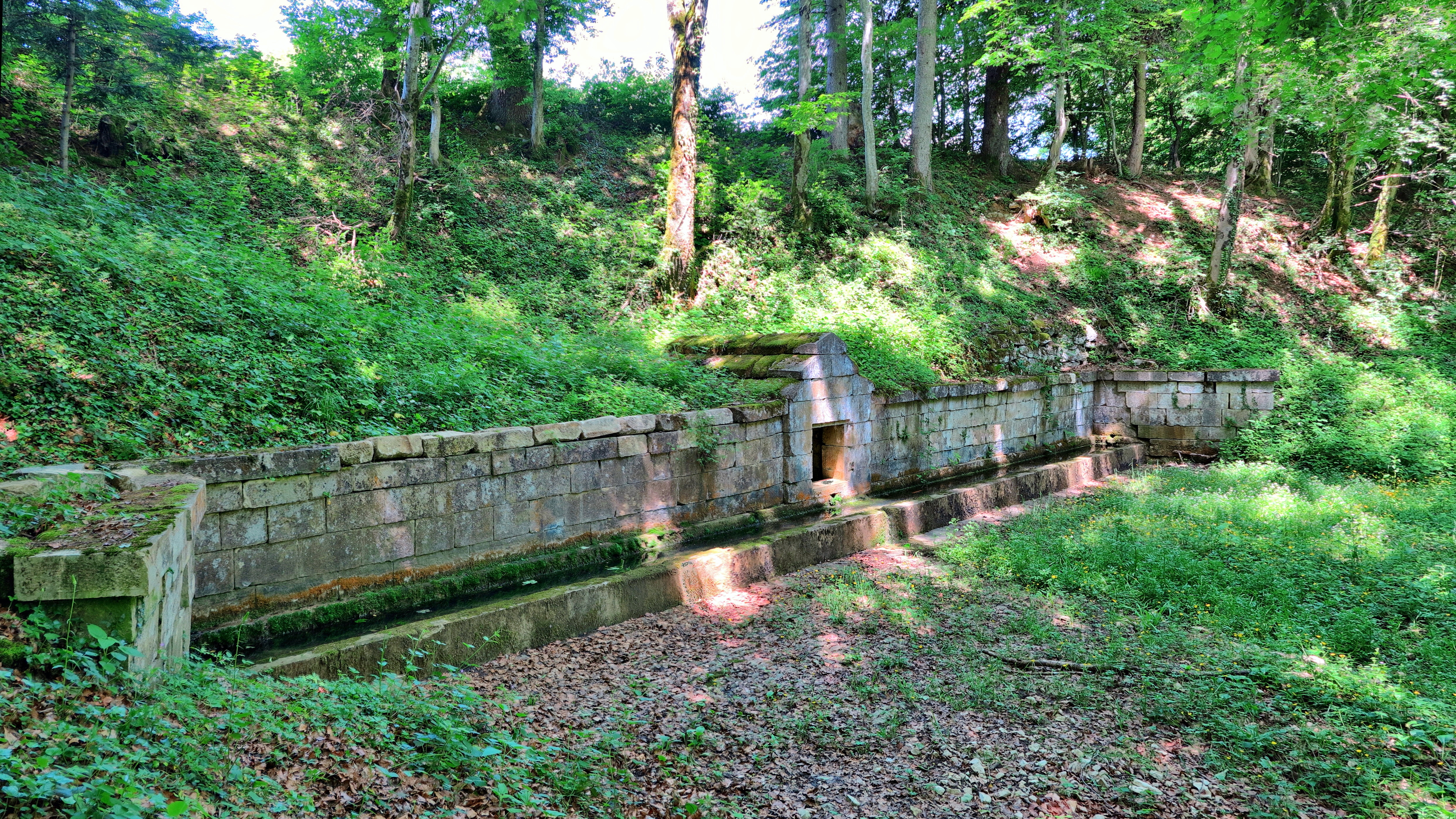
Fontaine du Nod.

- Autres monuments

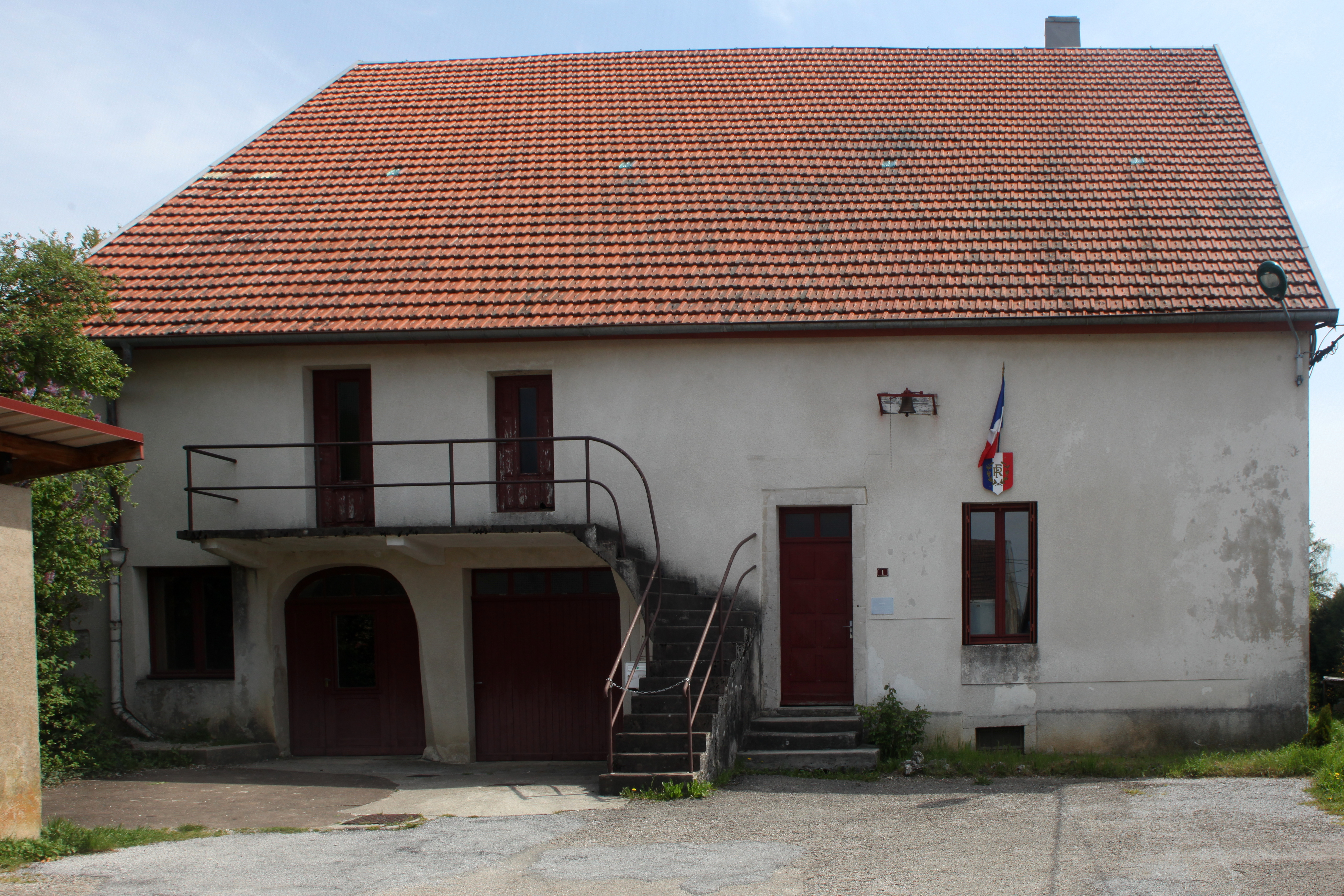
Mairie.
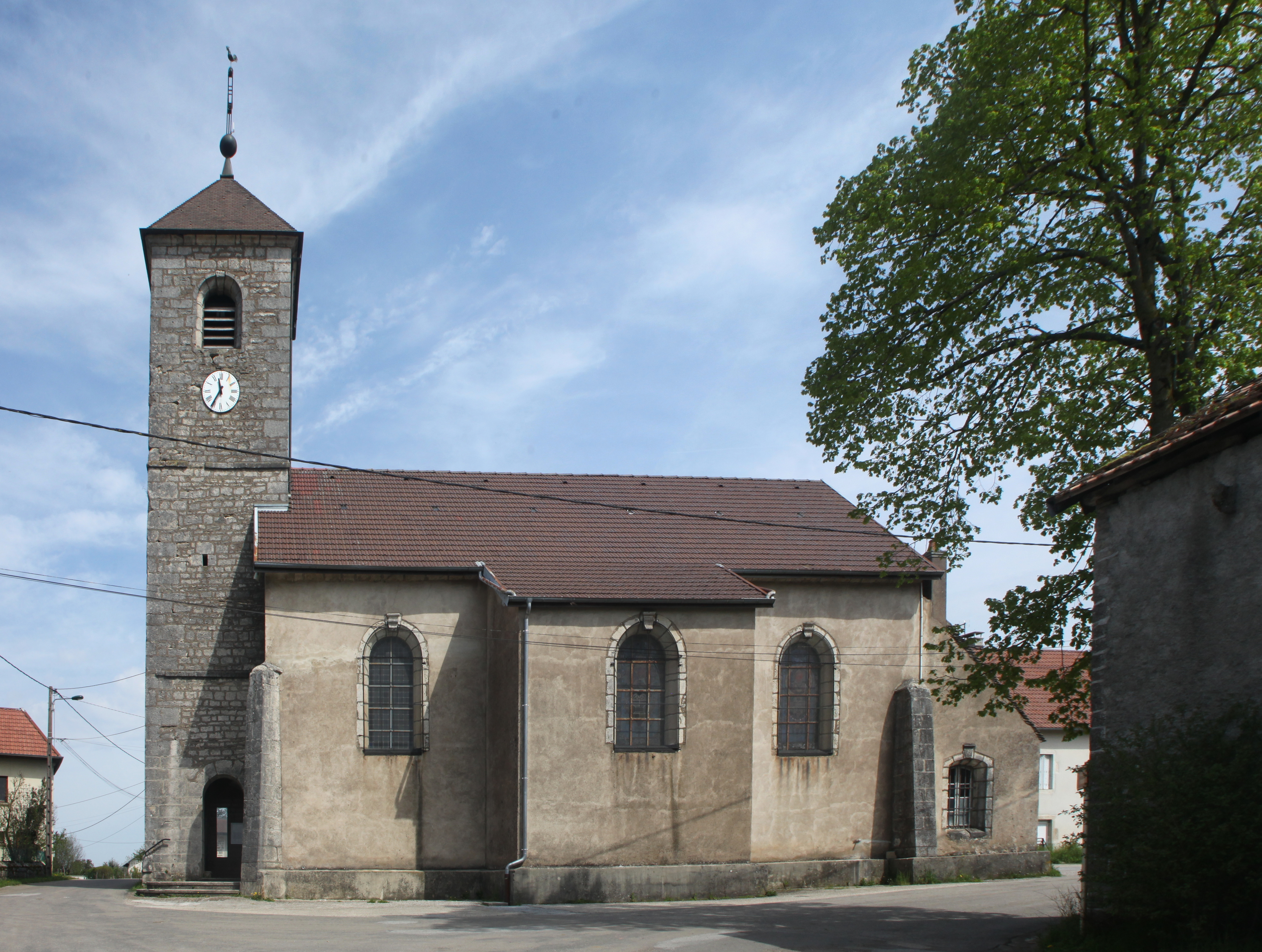
Église.
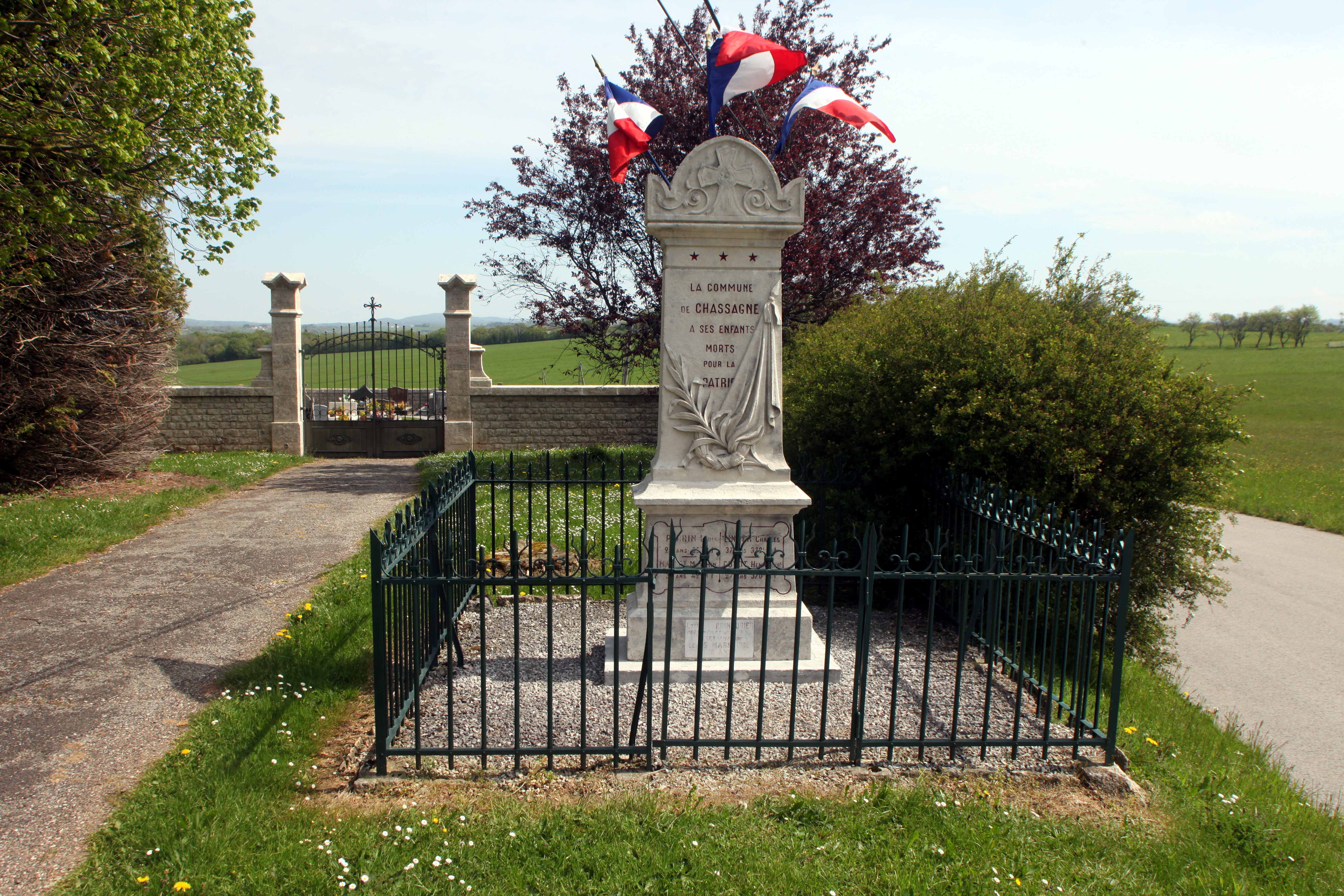
Monument aux morts.

## Personnalités liées à la commune

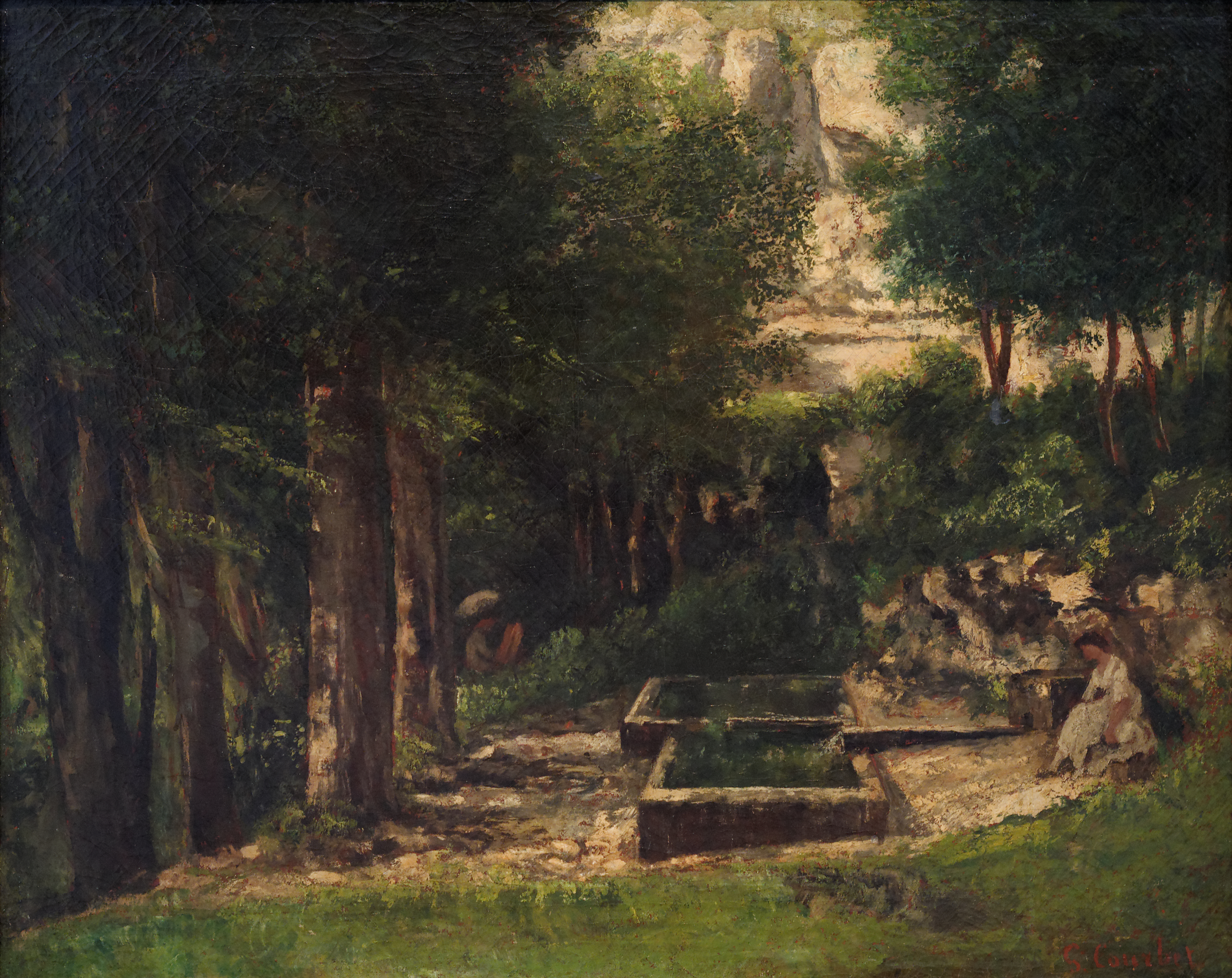
La Fontaine de Léri, 1863, par Gustave Courbet, Galerie nationale hongroise

- Le peintre Gustave Courbet y a peint La Source de Léri en 1863[24].